# Pitcairnia flammea
Pitcairnia flammea är en gräsväxtart som beskrevs av John Lindley. Pitcairnia flammea ingår i släktet Pitcairnia och familjen Bromeliaceae.

## Underarter
Arten delas in i följande underarter:
- P. f. flammea
- P. f. floccosa
- P. f. glabrior
- P. f. macropoda
- P. f. pallida
- P. f. roezlii

## Bildgalleri

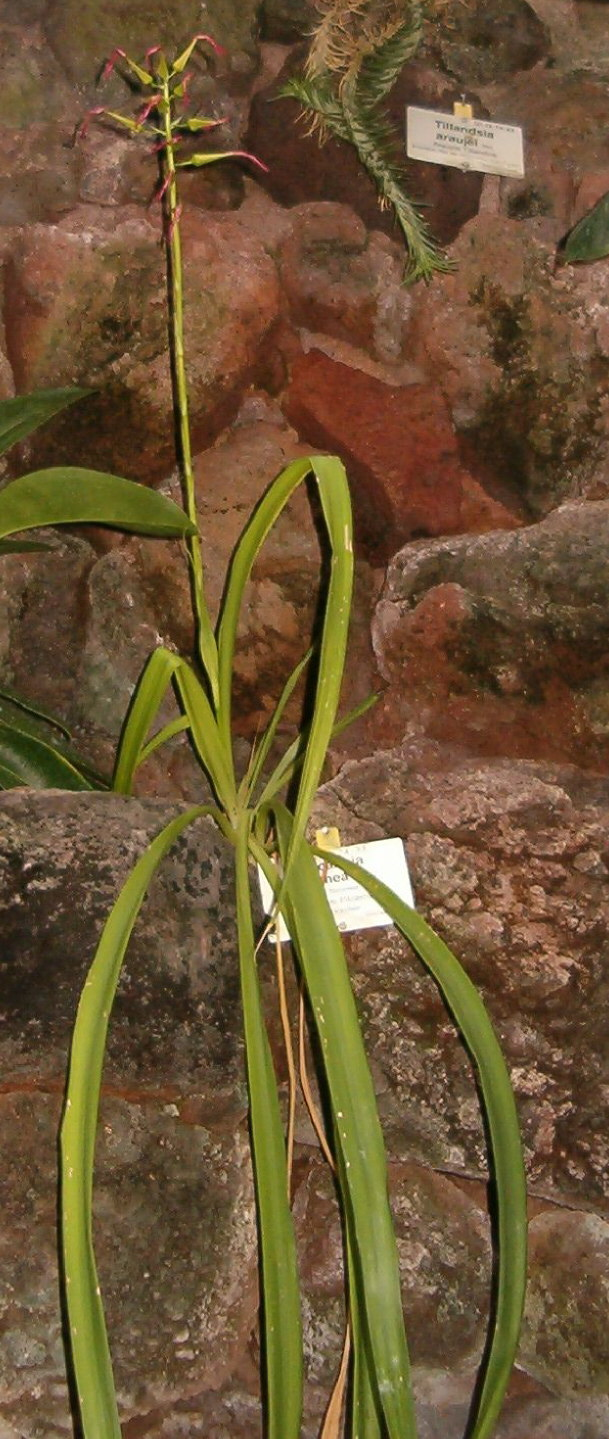